# 全国高等学校社会科学研究発表大会
全国高等学校社会科学研究発表大会(ぜんこくこうとうがっこうしゃかいかがくけんきゅうはっぴょうたいかい)とは、郷土研究や社会科学的な実践報告を発表する全国大会で、毎年8月上旬に行われている。
都道府県高文連に社会科学系部門がある都道府県の中から持ち回りで開催されており、開催地の都道府県高文連が主催する。
後援は全国高等学校文化連盟など。

## 概要
高等学校の文化部の全国大会に全国高等学校総合文化祭があるが、全国高文連に郷土研究部門は存在しない。そのため、開催県に郷土研究関係の専門部の組織があるときだけ協賛という形で開催されている。
全国大会が毎年開催されないため、2008年(平成20年)に静岡県高文連郷土研究専門部と岐阜県高文連地域研究部会が合同で郷土研究発表大会を開催したのが、この大会の始まりである。
このため、全国高等学校総合文化祭に郷土研究部門が協賛として開催された2009年(平成21年)
と2013年(平成25年)はこの大会は開催されていない。

### 大会名の変遷
| 回           | 年度                   | 大会名                           |
| ------------ | ---------------------- | -------------------------------- |
| 第1回～第3回 | 2008年、2010年～2011年 | 静岡・岐阜県合同郷土研究発表大会 |
| 第4回〜第6回 | 2012年、2014年～2015年 | 全国高等学校郷土研究発表大会     |
| 第7回〜第8回 | 2016年〜2017年         | 全国高等学校社会科研究発表大会   |
| 第9回〜      | 2018年〜               | 全国高等学校社会科学研究発表大会 |

第4回以降は全国高等学校総合文化祭で郷土研究部門が開催されたときの規模に近くなり、全国大会と称するようになった。
第6回までは郷土研究のみの発表に限られていたが、社会科学的な実践報告の発表も含めることになり、現大会名に変更された。

### 大会の流れ
各都道府県高文連の予選会を通過して推薦を受けた1校又は2校が各県代表として出場する。
第4回以降は2日間に渡って開催されており、発表と巡検が組まれている。
発表方式はステージ発表で、パワーポイントを使った発表が多い。
全ての発表が終わった後に審査が行われ、最優秀賞、優秀賞、優良賞が(年度によっては特別賞も)表彰される。
表彰枠の数は年度によって異なる。

## 歴代開催地と規模
| 回     | 年度   | 開催県   | 会場                                       | 規模     |
| ------ | ------ | -------- | ------------------------------------------ | -------- |
|        | 2007年 | 島根県   | (第31回全国高等学校総合文化祭社会科学部門) |          |
| 第1回  | 2008年 | 静岡県   | 静岡文化芸術大学                           | 2県5校   |
|        | 2009年 | 三重県   | (第33回全国高等学校総合文化祭熊野古道部門) |          |
| 第2回  | 2010年 | 岐阜県   | 岐阜大学                                   | 2県7校   |
| 第3回  | 2011年 | 静岡県   | 静岡文化芸術大学                           | 2県6校   |
| 第4回  | 2012年 | 岐阜県   | 岐阜女子大学                               | 4県12校  |
|        | 2013年 | 長崎県   | (第37回全国高等学校総合文化祭郷土研究部門) |          |
| 第5回  | 2014年 | 静岡県   | 三島市民生涯学習センター                   | 7県16校  |
| 第6回  | 2015年 | 岐阜県   | 岐阜市南部コミュニティセンター             | 8県17校  |
| 第7回  | 2016年 | 神奈川県 | 横浜市開港記念会館                         | 10県17校 |
| 第8回  | 2017年 | 栃木県   | 足利商工会議所友愛会館                     | 8県15校  |
| 第9回  | 2018年 | 山梨県   | 富士吉田市民会館                           | 10県17校 |
| 第10回 | 2019年 | 佐賀県   | (第43回全国高等学校総合文化祭郷土研究部門) | 13県25校 |

第3回までは静岡県と岐阜県の2県だけだったが、第4回からは島根県と神奈川県が、第5回からは石川県と山梨県と栃木県が、第6回からは鳥取県と山口県が、第7回からは千葉県と大分県が、第9回からは佐賀県がそれぞれ参加するようになった。

## 歴代最優秀賞受賞校
| 回     | 年度   | 最優秀賞受賞校      | 発表テーマ                                                                                           |
| ------ | ------ | ------------------- | --- |
| 第1回  | 2008年 | 岐山高校            | 旧洞戸村・板取村の提灯祭りと共同祈願                                                                 |
| 第2回  | 2010年 | 三島北高校•伊東高校 | 花山兵右衛門の業績について(三島北)・文化人－木下杢太郎の足跡(伊東)                                   |
| 第3回  | 2011年 | 三島北高校•山県高校 | 米山梅吉の業績について(三島北)・岐阜空襲(山県)                                                       |
| 第4回  | 2012年 | 三島北高校          | 三島の水と生活について                                                                               |
| 第5回  | 2014年 | 菅高校•小松高校     | 狛江水害と富士山噴火～菅地域の備えを考える～(菅)・幻の世界遺産金沢製糸場～繊維王国石川の歩み～(小松) |
| 第6回  | 2015年 | 富士宮西高校        | 静岡の産業革命を支えた静岡初の馬車鉄道                                                               |
| 第7回  | 2016年 | 小松高校            | こまつ町屋の可能性を求めて                                                                           |
| 第8回  | 2017年 | 加納高校            | 清須の多宝塔は語る－近世末期 日本の社会情勢について－                                                |
| 第9回  | 2018年 | 鳥取敬愛高校        | 千代川廃川埋立地の報告農場～鳥取高等家政女学校の資料から～                                           |
| 第10回 | 2019年 | サレジオ学院高校    | 相模大山の神仏分離 ―大山御師の動向を中心に―                                                          |